# Emanuele Gandolfi
Emanuele Gandolfi (... – maggio 1903) è stato un politico e avvocato italiano.

## Biografia
Avvocato ligure, fu eletto nel collegio di Sestri Levante alla Camera subalpina dei deputati del Regno di Sardegna nel corso della IV legislatura. Nella seduta del 24 dicembre 1849 venne dichiarato ineleggibile poiché già ispettore demaniale. Dopo aver rinunciato a tale carica, l'elezione fu confermata. Risulta formalmente eletto dal 2 febbraio 1950.
Di orientamento liberale, si occupò in prevalenza di tematiche riguardanti la liguria (porto di Savona, porto di Sestri Levante, conservatore delle ipoteche di Genova, petizione dei notati di Genova, altra dei notai di Vigevano). La IV legislatura ebbe termine il 20 novembre 1853.
Secondo i dati del portale storico della Camera dei deputati, Gandolfi risulterebbe morto nel 1903. Tuttavia, alla morte di quella che dovrebbe essere stata la sua consorte - avvenuta il 9 febbraio 1893 - ovvero la pittrice Camilla Guiscardi Gandolfi, ella fu definita «vedova dell'onorevole Emanuele Gandolfi». La data di morte, oppure altri dati, sono pertanto incongruenti.
Camilla Guiscardi con Emanuele Gandolfi ebbe il figlio Riccardo (Voghera, 16 febbraio 1839 – Firenze, 6 aprile 1920), che fu un importante compositore e critico musicale a cavallo fra l'Ottocento e il Novecento.